# Памятник жертвам катастрофы на шахте Нельсон

Первый памятник жертвам катастрофы на шахте «Нельсон». 1934 г.

Памятник жертвам катастрофы на шахте Нельсон — мемориал близ г. Осек, район Теплице Устецкого края Чехии. С 1958 года — памятник культуры ЧССР. В 1978 году внесен в Список национальных памятников культуры Чешской Республики.

## История
Сооружён в память о жертвах катастрофы на шахте «Нельсон», которая произошла 3 января 1934 года. В тот день в результате взрыва метана и возникшего пожара погибло 144 человека, из них 140 шахтёров в самой шахте, 2 человека — при обрушении зданий на поверхности и 2 человека — на спасательных и очистных работах. Чтобы устранить результаты аварии потребовалось 5 лет.
Памятник был создан в 1935 году скульптором Карелом Покорным по проекту Йозефа Груса.

## Описание
Представляет скульптурную группу пожилых людей — скорбящих родителей погибшего шахтёра.